# Colts de Baltimore (1947-1950)
Stade
Maillots
Pour l'équipe de la NFL qui a fait ses débuts sous le nom de Baltimore Colts, voir Colts d'Indianapolis.
Les Colts de Baltimore (en anglais : Baltimore Colts) étaient une franchise de football américain de la National Football League (NFL) basée à Baltimore dans le Maryland.

## Historique
Cette franchise, aujourd'hui disparue, fut fondée en 1946 sous le nom des Seahawks de Miami, et évoluait alors dans la All-America Football Conference basée à Miami. La franchise déménage à Baltimore dès 1947 puis rejoint la NFL en 1950 pour une seule saison. La franchise cesse en effet ses activités à la fin de la saison 1950.

### Joueurs célèbres de la franchise
Les joueurs suivants sont membres du Pro Football Hall of Fame, temple de la renommée du football américain et ont joué pour les Colts.
- George Blanda[3]
- Art Donovan[4]
- Y.A. Tittle[5]

### Résultats saison par saison
| Saison             | Vic. | Déf. | Nuls | Classement  |
| ------------------ | ---- | ---- | ---- | ----------- |
| Seahawks de Miami  |      |      |      |             |
| 1946               | 3    | 11   | 0    | AAFC 4e Est |
| Colts de Baltimore |      |      |      |             |
| 1947               | 2    | 11   | 1    | AAFC 4e Est |
| 1948               | 7    | 7    | 0    | AAFC 2e Est |
| 1949               | 1    | 11   | 0    | AAFC 7e     |
| 1950               | 1    | 11   | 0    | 3e National |